# Macron (Unternehmen)
Macron ist ein italienischer Sportartikelhersteller mit Sitz in Valsamoggia bei Bologna.

## Geschichte

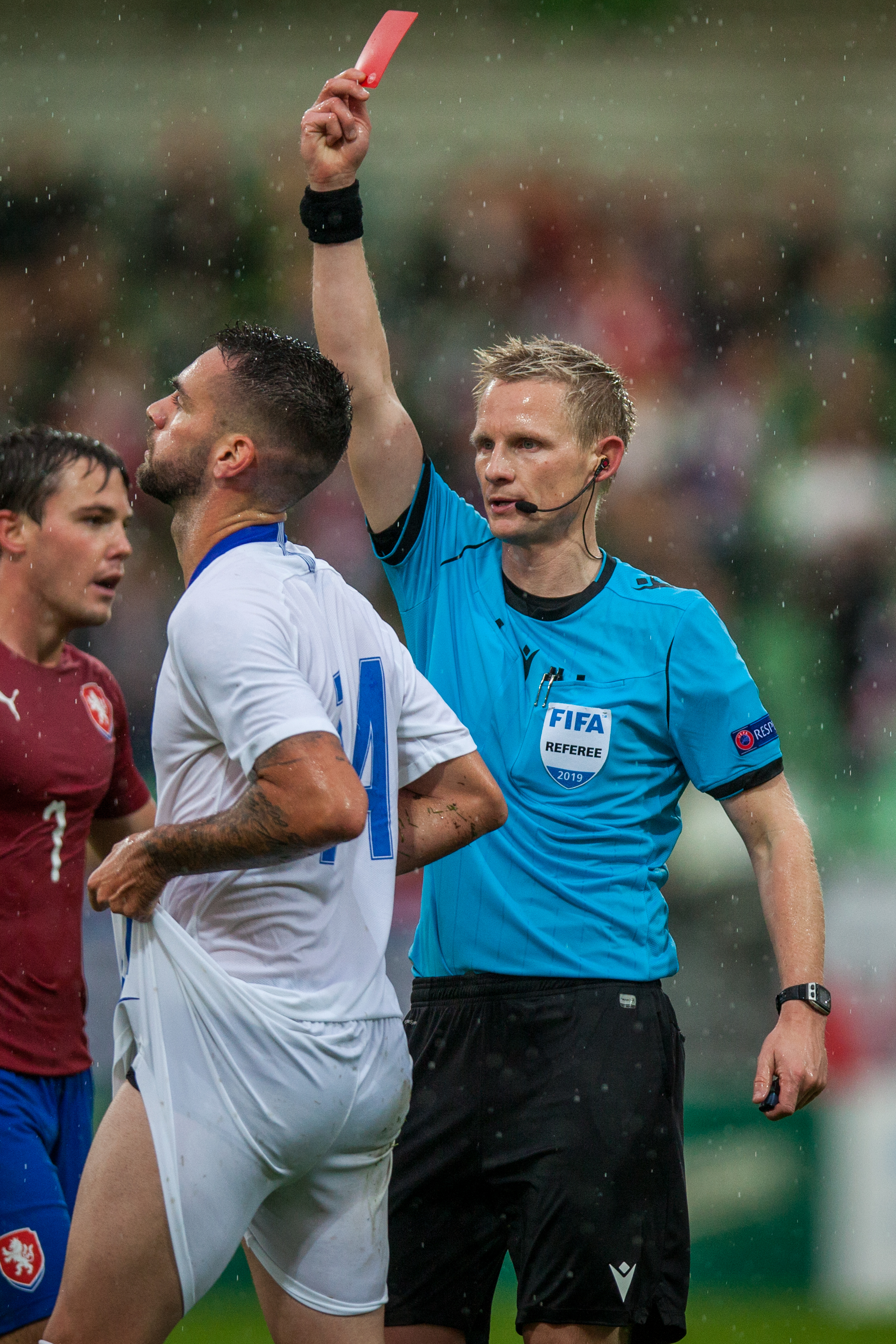
Schiedsrichter Jørgen Burchardt mit Macron-Ausrüstung während eines UEFA-Turniers

Macron wurde 1971 als ein Vertragshändler für Baseball-Ausrüstung US-amerikanischer Hersteller gegründet. Seit 2001 betätigt sich Macron als Ausrüster im Profifußball. Der erste Vertragspartner war der FC Bologna. Ab 2005 begann eine europaweite Ausbreitung. Im Jahr 2023 betrieb Macron 170 Geschäfte in 30 Ländern für den Verkauf seiner Produkte.
Von 2014 bis 2018 war Macron Namenssponsor des Stadions der Bolton Wanderers. In der Fußballsaison 2016/17 war Macron der wichtigste Ausstatter der Serie A. Unter Vertrag standen die Vereine FC Bologna, Cagliari Calcio, SPAL Ferrara und Lazio Rom. Im Jahr 2017 gewann Macron eine Ausschreibung der UEFA zur Ausrüstung kleinerer nationaler Fußballverbände im Rahmen des „Kit Assistance Scheme“, darunter die Verbände aus Liechtenstein, Luxemburg, San Marino und Zypern. Im Mai 2019 unterzeichneten Macron und die UEFA einen Dreijahresvertrag bis 2022, dessen Gegenstand die Ausrüstung aller Schiedsrichter in UEFA-Wettbewerben ist. Macron löst in dieser Position den Ausrüster Adidas ab.

## Sponsorenengagement
Eine Auswahl von Macron gesponserter Sportmannschaften und Sportverbände:
Fußball (Vereine)
- Deutschland
  - Hannover 96
  - Karlsruher SC
  - SV Sandhausen
  - Arminia Bielefeld
- Schweiz
  - FC Basel 1893
  - FC Sion
  - Schweizerischer Fussballverband
- Österreich:
  - Grazer AK
  - Austria Wien
  - Schwarz-Weiß Bregenz
- Belgien
  - Club Brugge
  - VV St. Truiden
- Bosnien-Herzegowina
  - Željezničar Sarajevo
  - Zrinjski Mostar
  - Sloboda Tuzla
- Bulgarien
  - ZSKA Sofia
- England
  - Crystal Palace
  - Blackburn Rovers
  - Sheffield Wednesday
  - Stoke City
  - Bristol Rovers
- Frankreich
  - AJ Auxerre
  - FC Nantes
- Griechenland
  - PAOK Thessaloniki
- Italien
  - FC Bologna
  - Udinese Calcio
  - UC Sampdoria
  - AC Reggiana
  - Ternana Calcio
- Kroatien
  - Hajduk Split
  - Lokomotiva Zagreb
- Niederlande
  - SC Heerenveen
- Polen
  - Lech Posen
  - Widzew Łódź
- Rumänien
  - Dinamo Bukarest
  - FC Argeș Pitești
- Schottland
  - FC Motherwell
  - FC St. Mirren
  - FC Dundee
  - FC St. Johnstone
- Spanien
  - Real Sociedad San Sebastián
  - UD Levante
  - Cádiz CF
  - FC Cartagena
  - Königlich-spanischer Fußballverband (RFEF)
- Ungarn
  - Honvéd Budapest
- USA
  - Miami FC
- Zypern
  - Apoel FC
  - Omonia Nikosia
  - AEL Limassol

Fußballnationalmannschaften
- UEFA-Schiedsrichter
- Albanien
- Armenien
- Georgien

Rugby
- Glasgow Warriors
- Edinburgh Rugby
- Cardiff Rugby
- Northampton Saints
- Biarritz Olympique
- Lyon OU

Rugbynationalmannschaften
- World Rugby
- Deutschland
- Finnland
- Georgien
- Italien
- Kanada
- Luxemburg
- Rumänien
- Schottland
- Schweden
- Portugal

Basketball
- Deutschland
  - MHP Riesen Ludwigsburg
  - Skyliners Frankfurt
  - BG Göttingen
  - Tigers Tübingen
  - RASTA Vechta
- Österreich
  - Arkadia Traiskirchen Lions
- Italien
  - Virtus Bologna
  - Pallacanestro Reggiana
  - Pallacanestro Varese
  - Pallacanestro Trieste
  - Basketballverband Italien
- Griechenland
  - AEK Athen
- Spanien
  - Basquet Coruña

Volleyball
- Schweriner SC
- VC Olympia Berlin
- Netzhoppers Königs Wusterhausen
- AEK Athen
- Panathinaikos Athen
- Verona Volley
- Emma Villas Siena
- Avignon Volley